# Placówka Straży Granicznej II linii „Chorzele”
Placówka Straży Granicznej II linii „Chorzele” – jednostka organizacyjna Straży Granicznej pełniąca służbę wywiadowczą na granicy polsko-niemieckiej w okresie międzywojennym.

## Formowanie i zmiany organizacyjne
Rozporządzeniem Prezydenta Rzeczypospolitej Polskiej Ignacego Mościckiego z 22 marca 1928 roku, do ochrony północnej, zachodniej i południowej granicy państwa, a w szczególności do ich ochrony celnej, powoływano z dniem 2 kwietnia 1928 roku  Straż Graniczną.
Rozkazem nr 1 z 12 marca 1928 roku w sprawach organizacji Mazowieckiego Inspektoratu Okręgowego Naczelny Inspektor Straży Celnej gen. bryg. Stefan Pasławski określił strukturę organizacyjną komisariatu SG „Chorzele”. Placówka Straży Granicznej II linii „Chorzele” znalazła się w jego strukturze. Z dniem 10 września 1931 posterunek SG „Parcieki” przeniesiony został do Olszewki i przydzielony do placówki II linii „Chorzele”. 
Z dniem 9 kwietnia 1932 zniesiony został posterunek SG „Olszanka”.
Z dniem 1 października 1932 zniesiony został posterunek SG „Maków”. 
Z dniem 28 lutego 1933 zniesiony został posterunek SG „Krzynowłoga Mała” i „Krasnosielc”.
| stopień  | imię i nazwisko     | okres pełnienia służby | poprzednie stanowisko | kolejne stanowisko |
| -------- | ------------------- | ---------------------- | --------------------- | ------------------ |
| strażnik | Władysław Zieliński | 16.05.1935-21.09.1936  | Chorzele I            | Wasiły-Zygny       |